# Apocellus cognatus
Apocellus cognatus är en skalbaggsart som beskrevs av Sharp 1887. Apocellus cognatus ingår i släktet Apocellus och familjen kortvingar. Inga underarter finns listade i Catalogue of Life.